# Castillo Saint-Louis
El castillo Saint-Louis (en francés: Château Saint-Louis) se localiza en la ciudad de Quebec, en Canadá, fue la residencia oficial del gobernador francés de la Nueva Francia y más tarde el gobernador británico de Quebec, el gobernador general de la Norteamérica británica, y el teniente-gobernador del Bajo Canadá.

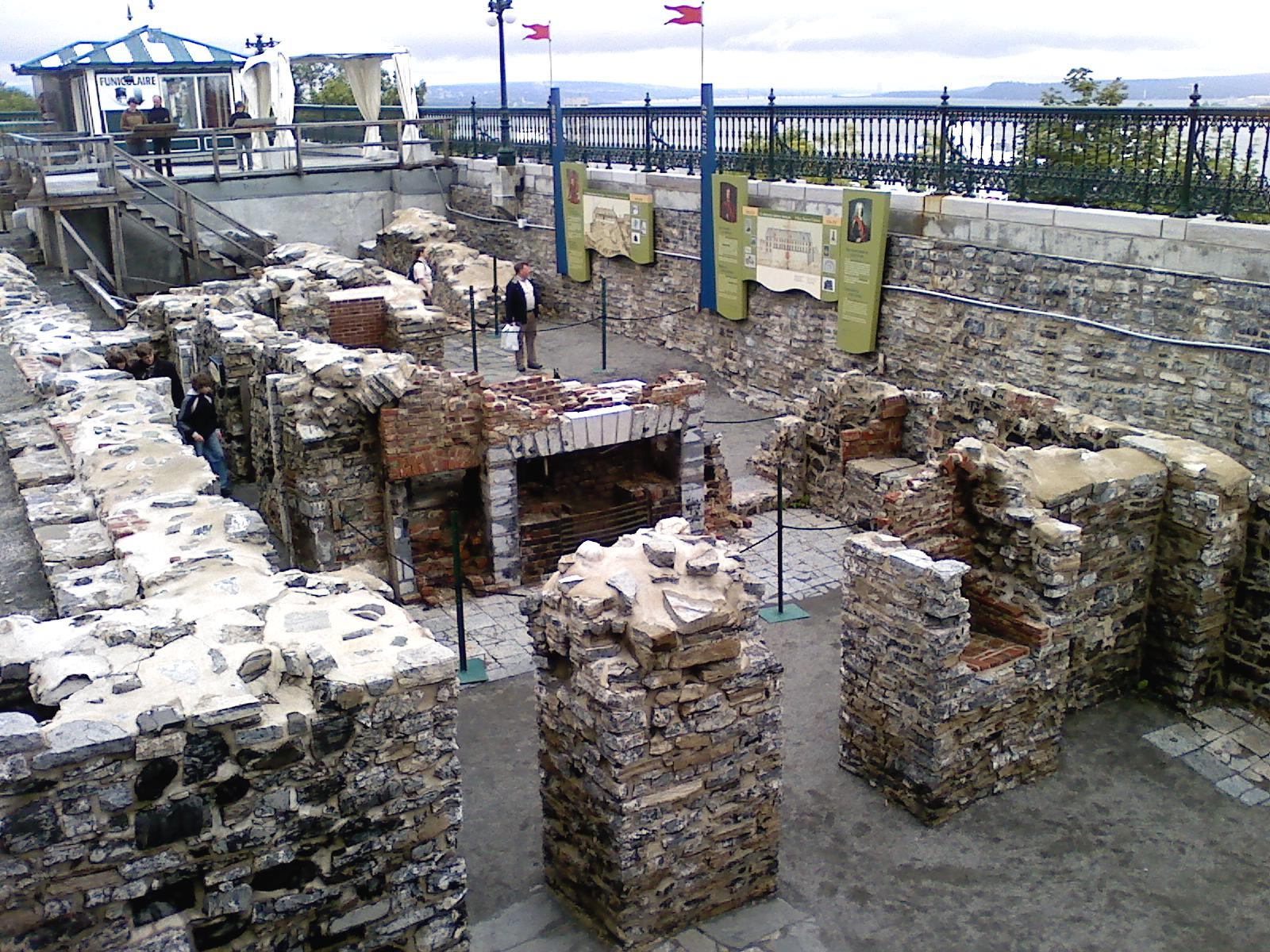
Ruinas del Antiguo castillo

El sitio fue designado Sitio Histórico Nacional de Canadá en 2002.

## Primer castillo
El castillo inicial se construyó bajo la dirección del gobernador Charles Huault de Montmagny en 1648, pero para la década de 1680 se encontraba en un estado de deterioro.

## Segundo castillo
La construcción de un reemplazo en el mismo sitio comenzó en 1694 bajo el gobernador general de Louis de Buade de Frontenac. Frontenac murió allí en 1698. Un nuevo pabellón y dos alas se añadieron entre 1719 hasta 1723 por Gaspard-Joseph Chaussegros de Léry.
El edificio fue luego gravemente dañado durante el asedio a Quebec después de lo cual pasó a manos británicas.
El castillo fue destruido por el fuego en enero de 1834. Más tarde fue sustituido por una serie de terrazas. 
El sitio del segundo castillo está ahora ocupado por el hotel Château Frontenac, que lleva el nombre del gobernador Frontenac.